# 3GPP
3GPP (англ. 3rd Generation Partnership Project) — партнерська асоціація груп телекомунікаційних компаній, головною метою створення якої є розробка і затвердження стандартів для мережевих технологій третього покоління (3G), стандартизація архітектури мереж та сервісів.
Початковою сферою діяльності 3GPP було зробити глобальним застосування телефонних систем третього покоління(3G), специфікація яких базувалася б на еволюційній Глобальній Системі Мобільного Зв’язку(GSM), а технічні характеристики відповідали б стандарту IMT-2000 (International Mobile Telecommunications-2000) Міжнаціонального Телекомунікаційного Об’єднання. Згодом сфера діяльності була розширена розробкою і технічним обслуговуванням:

- Глобальної системи мобільного зв’язку(GSM), включаючи GSM з технологією радіодоступу (наприклад пакетний радіозв’язок загального користування (GPRS) та GSM з підвищеною швидкістю передачі даних (EDGE)).
- Розвиток технологій третього покоління за межами мобільних систем на основі мереж та технологій радіодоступу підтримуваних партнерами(наприклад UTRA з двома режимами FDD та TDD).
- Розвиток Мультимедійної IP-підсистеми(IMS), заснованої на доступі незалежним чином.

3GPP стандартизація охоплює радіомережі, основні мережі та сервісні архітектури. Проєкт було створено в грудні 1998 року (не слід ототожнювати з 3GPP2, яка визначає стандарти для іншої технології 3G на основі стандарту IS-95 (CDMA), широко відомого як CDMA2000). 3GPP команда підтримки (також знана як «Мобільний центр компетенцій») розташована біля ETSI штаб-квартирою в Софії-Антиполіс (Франція).

## Організаційні партнери
3GPP має 6 основних партнерів котрі розташовані на таких континентах: Азія, Європа, Північна Америка. Їхня мета полягає у визначенні загальної політики та стратегії 3GPP і виконанні таких завдань:
- Затвердження та обслуговування сфери діяльності 3GPP;
- Обслуговування PPD (Partnership Project Description);
- Прийняття рішень про створення або припинення TSG (Technical Specification Groups) та затвердження їхніх сфер діяльності та терміну дії повноважень;
- Затвердження потреб у фінансування партнерських організацій;
- Розподіл людських та фінансових ресурсів, які надаються партнерськими організаціями для проєктно-координаційних груп;
- Виступати з процедурних питань, які надані безпосередньо 3GPP;

Разом з MRPs(Market Representation Partners)виконувати такі завдання:
- Розробка та затвердження угоди PP (Partnership Project);
- Затвердження заявок на партнерство 3GPP;
- Прийняття рішення щодо можливого розпуску 3GPP.

| Організація                                               | Основний регіон |
| --------------------------------------------------------- | --------------- |
| Association of Radio Industries and Businesses (ARIB)     | Японія          |
| Alliance for Telecommunications Industry Solutions (ATIS) | США             |
| China Communications Standards Association (CCSA)         | Китай           |
| European Telecommunications Standards Institute (ETSI)    | Європа          |
| Telecommunications Technology Association (TTA)           | Корея           |
| Telecommunication Technology Committee (TTC)              | Японія          |

## MRP (Market Representation Partners)
Партнери-організатори 3GPP можуть запросити до співпраці та участі в 3GPP партнерів з MRP, які
- Мають можливість проаналізувати стан ринку 3GPP і на підставі цього видати для 3GPP рішення стосовно вимог ринку (наприклад, послуг, функцій і можливостей), що безпосередньо входять у сферу діяльності 3GPP;
- Не мають можливостей і повноважень, щоб визначати, публікувати та встановлювати стандарти у сфері 3GPP, національному або на регіональному рівні;
- Взяли на себе повністю або частково сферу діяльності 3GPP;
- Уклали угоду про партнерську взаємодію.

Станом на грудень 2011 року до складу MRP входять:
| Організація                                    | Вебсайт                  |
| ---------------------------------------------- | ------------------------ |
| IMS Forum                                      | www.imsforum.org         |
| TD-Forum                                       | www.tdscdma-forum.org    |
| GSA                                            | www.gsacom.com           |
| GSM Association                                | www.gsmworld.com         |
| IPV6 Forum                                     | www.ipv6forum.com        |
| UMTS Forum                                     | www.unts-forum.org       |
| 4G Americas                                    | www.4gamericas.org       |
| TD SCDMA Industry Alliance                     | www.tdscdma-alliance.org |
| InfoCommunication Union                        | www.icu.org.ru           |
| Femto Forum                                    | www.femtoforum.org/femto |
| CDMA Development Group                         | www.cdg.org              |
| Cellular Operators Association of India (COAI) | www.coai.com             |
| NGMN Alliance                                  | www.ngmn.org             |

## Стандарти
| Версія     | Released           | Інформація |
| ---------- | ------------------ | --- |
| Phase 1    | 1992               | GSM Features. |
| Phase 2    | 1995               | GSM Features, EFR Codec. |
| Release 96 | 1997 Q1            | GSM Features, 14.4 kbit/сек User Data Rate. |
| Release 97 | 1998 Q1            | GSM Features, GPRS. |
| Release 98 | 1999 Q1            | GSM Features, AMR, EDGE, GPRS for PCS1900. |
| Release 99 | 2000 Q1            | Специфікація першого UMTS 3G мережі, включаючи CDMA радіо-інтерфейс. |
| Release 4  | 2001 Q2            | Справжня назва Release 2000 — містить додаткові можливості включаючи всі-IP базової мережі |
| Release 5  | 2002 Q1            | Випущений IMS і HSDPA. |
| Release 6  | 2004 Q4            | Комплексна робота з Wireless LAN мережами і включає HSUPA, MBMS, покращений IMS як Push to Talk over Cellular (PoC), GAN. |
| Release 7  | 2007 Q4            | Основна увага приділяється зменшенню затримки, покращений QoS і додатками реального часу як VoIP. Ця специфікація зосереджує увагу також на HSPA+ (High Speed Packet Access Evolution), SIM високошвидкісному протоколі і бездротових інтерфейсах (Near-field communication дозволяє операторам надавати послуги, як бездротові Mobile Payments), EDGE Evolution. |
| Release 8  | 2008 Q4            | Перший LTE випуск. All-IP мережа (SAE). Нові OFDMA, FDE та MIMO базовані на радо-інтерфейсі, не сумісні з попередніми версіями CDMA інтерфейсів. Dual-Cell HSDPA. |
| Release 9  | 2009 Q4            | SAES Покращений, WiMAX і LTE/UMTS Взаємодіючі. Dual-Cell HSDPA з MIMO, Dual-Cell HSUPA. |
| Release 10 | 2011 Q1            | LTE Advanced виконання IMT Advanced 4G вимог. Сумісність з release 8 (LTE). Multi-Cell HSDPA. |
| Release 11 | Planned to 2012 Q3 | Прогресивний IP Interconnection послуг. Service layer взаємозв'язок між національними операторами , а також незалежні постачальники додатків інших виробників. |
| Release 12 | TBD                | Склад лишається відкритим (станом на січень 2012). |

Кожен випуск містить у собі сотні окремих документів, стандартів, кожний з яких, можливо мав багато змін. Поточний стандарт 3GPP включає останні версії GSM стандартів.

### Специфікаційні групи
3GPP специфікації робіт виконуються в групі технічної специфікації (TSGs) та робочій групі (WGs).
Є чотири групи технічної специфікації:
- GERAN (GSM/EDGE мережа радіодоступу): GERAN вказує GSM радіотехнології, які містять GPRS and EDGE. Вона складається з трьох робочих груп.
- RAN (Radio Access Network): RAN вказує UTRAN і E-UTRAN. Складається з п’яти робочих груп.
- SA (Service and System Aspects): SA вказує вимоги до обслуговування і загальну архітектуру системи 3GPP. Також відповідає за координацію проєкту. SA складається з п’яти робочих груп.
- CT (Core Network and Terminals): CT вказує на основу мережі та кінцеві частини 3GPP. Вона має в собі ядро мережі — термінал з протоколом 3-го рівня. Складається з п’яти робочих груп.

До структури 3GPP також входить координаційна група проєкту, яка є вищим керівним органом. Його завдання охоплює загальне управління та терміни виконання робіт.

## Діяльність
3GPP системи використовуються в більшості країн, де є GSM. Першими набули широкого розповсюдження системи випуску Release 6, проте з 2010 року все більше зростає інтерес до HSPA+ та LTE, розповсюджуються системи з Release 7 та новіших стандартів. З 2005 року 3GPP системи були представлені на ринку як системи 3GPP2 (зокрема в Північній Америці).
З LTE офіційним наступником 3GPP2 CDMA-систем, 3GPP-системи зрештою стануть єдиним мобільним, глобальним стандартом.